# Ceropegia achtenii
Ceropegia achtenii là một loài thực vật có hoa trong họ La bố ma. Loài này được De Wild. mô tả khoa học đầu tiên năm 1928.